# Phytophthora cactorum
Phytophthora cactorum is de veroorzaker van een plantenziekte bij verschillende gewassen. Het is een protist en behoort tot de waterschimmels. (Oömyceten lijken erg op schimmels maar zijn het niet, daarom worden ze wel pseudo-schimmels genoemd)
Deze ziekte veroorzaakt bij aardbei stengelbasisrot. Bij overlangs doorsnijden van de stengelbasis wordt een roodbruine verkleuring zichtbaar. De plant verwelkt en sterft af, terwijl de wortels gezond blijven.
Bij appel veroorzaakt Phytophthora cactorum  stambasisrot, die vooral bij Cox's Orange Pippin optreedt. Er ontstaat een donkere zich uitbreidende, sponsachtige plek in de bast boven de entplaats. De aangetaste plaats ruikt zuur en aangetaste bomen sterven af.